# X86-64

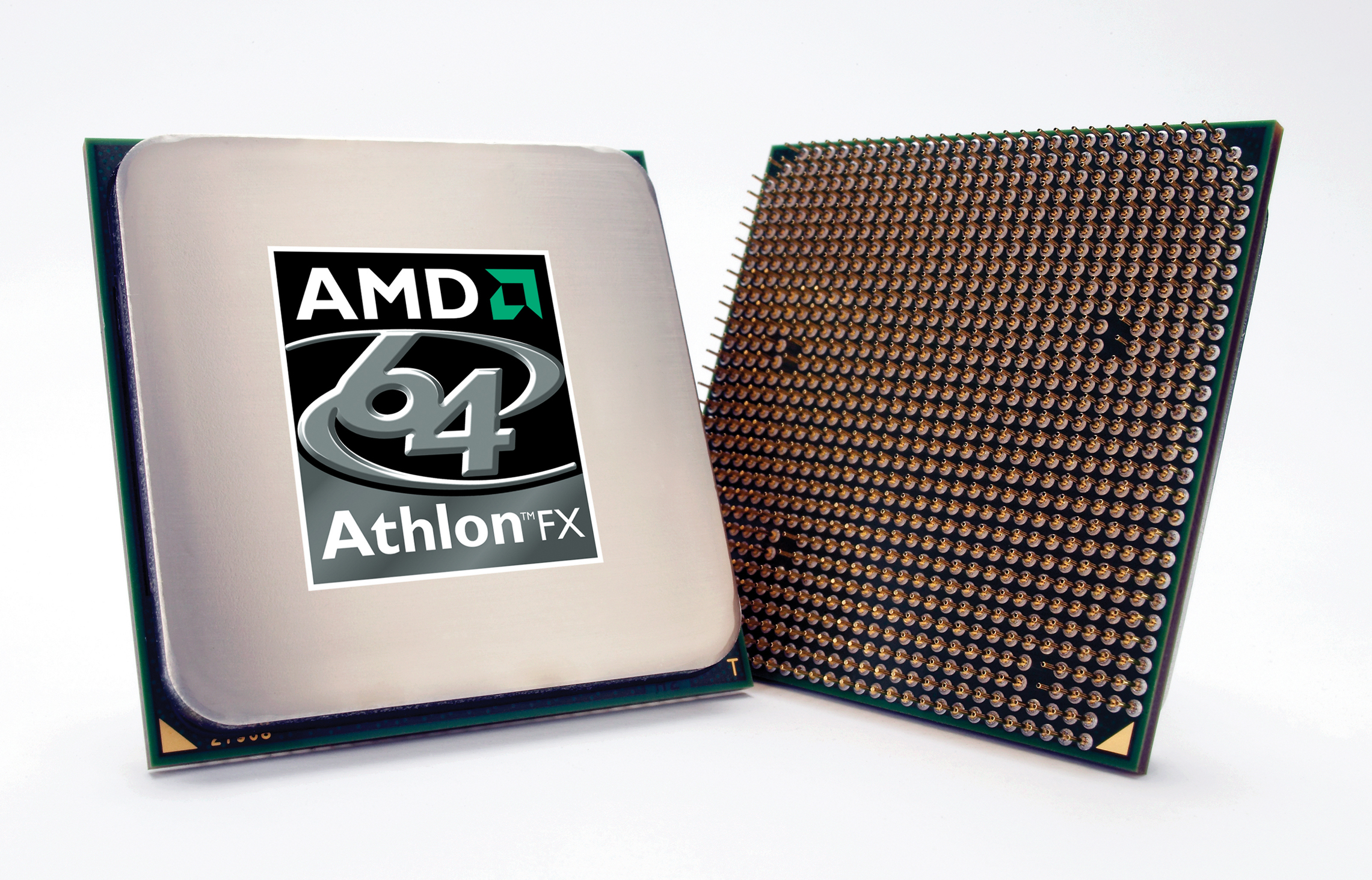

X86-64 is de 64 bit-uitbreiding van de x86-instructieset. De specificatie is ontwikkeld door AMD en werd uitgebracht in 2000. Ze is ook toegepast door Intel en VIA. Intel heeft de instructieset licht aangepast en noemt het EM64T. Soms wordt de instructieset kort aangeduid met x64.
De instructieset ondersteunt veel grotere virtuele en fysieke adresruimtes dan mogelijk zijn op x86, waardoor programmeurs kunnen werken met veel grotere datasets. X86-64 biedt ook 64 bit-registers voor algemene doeleinden en tal van andere verbeteringen. 
Het is compatibel met 32 bits-code. Omdat de volledige 32 bitsinstructieset geïmplementeerd blijft in de hardware kunnen bestaande 32 bit-x86-opdrachten uitgevoerd worden zonder compatibiliteitsproblemen of prestatievermindering. Hoewel bestaande applicaties die zijn hercodeerd naar het ontwerp profiteren van nieuwe functies waardoor de prestatie aanzienlijk toeneemt.
De x86-64-specificatie heeft geen enkele overeenkomst met de oudere Intel IA-64-architectuur (van de Itanium), die niet compatibel is met de x86-, noch met de x86-64-architectuur.

## Implementaties
- AMD64, de originele implementatie van AMD
- EM64T, de implementatie van Intel
- VIA Nano, de implementatie van VIA